# Chrysopa reboredina
Chrysopa reboredina är en insektsart som beskrevs av Navás 1933. Chrysopa reboredina ingår i släktet Chrysopa och familjen guldögonsländor. Inga underarter finns listade i Catalogue of Life.